# Benoît Strulus
Benoît Strulus (13 novembre 1986) è un attore, comico e sceneggiatore belga.

## Biografia
Formatosi al Conservatorio Reale di Bruxelles, Benoît Strulus conduce una carriera come attore in teatro, interpretando Alfred de Musset, Molière, Jean Poiret, Samuel Benchetrit, Feydeau, Eugène Labiche.
Al cinema gira sotto la direzione di Jean-Marie Poiré, Pascal Chaumeil, Jalil Lespert, Tonie Marshall.
Dal 2016 al 2017, Benoît Strulus è il direttore del Théâtre de la Valette.

## Filmografia parziale
- I visitatori 3 - Liberté, egalité, fraternité  (Les Visiteurs: La Révolution), regia di Jean-Marie Poiré (2016)